# Шорндорф
Шорндорф (нім. Schorndorf) — місто в Німеччині, знаходиться в землі Баден-Вюртемберг. Підпорядковується адміністративному округу Штутгарт. Входить до складу району Ремс-Мур.
Площа — 56,86 км2. Населення становить 39 785 ос. (станом на 31 грудня 2020).

## Міста-побратими
Побратимами міста Шорндорф є - 8 міст 
- Світловодськ
- Барі
- Дуевілле
- Еррентеріа
- Кала
- Радентайн
- Тюль
- Таскалуса

## Галерея

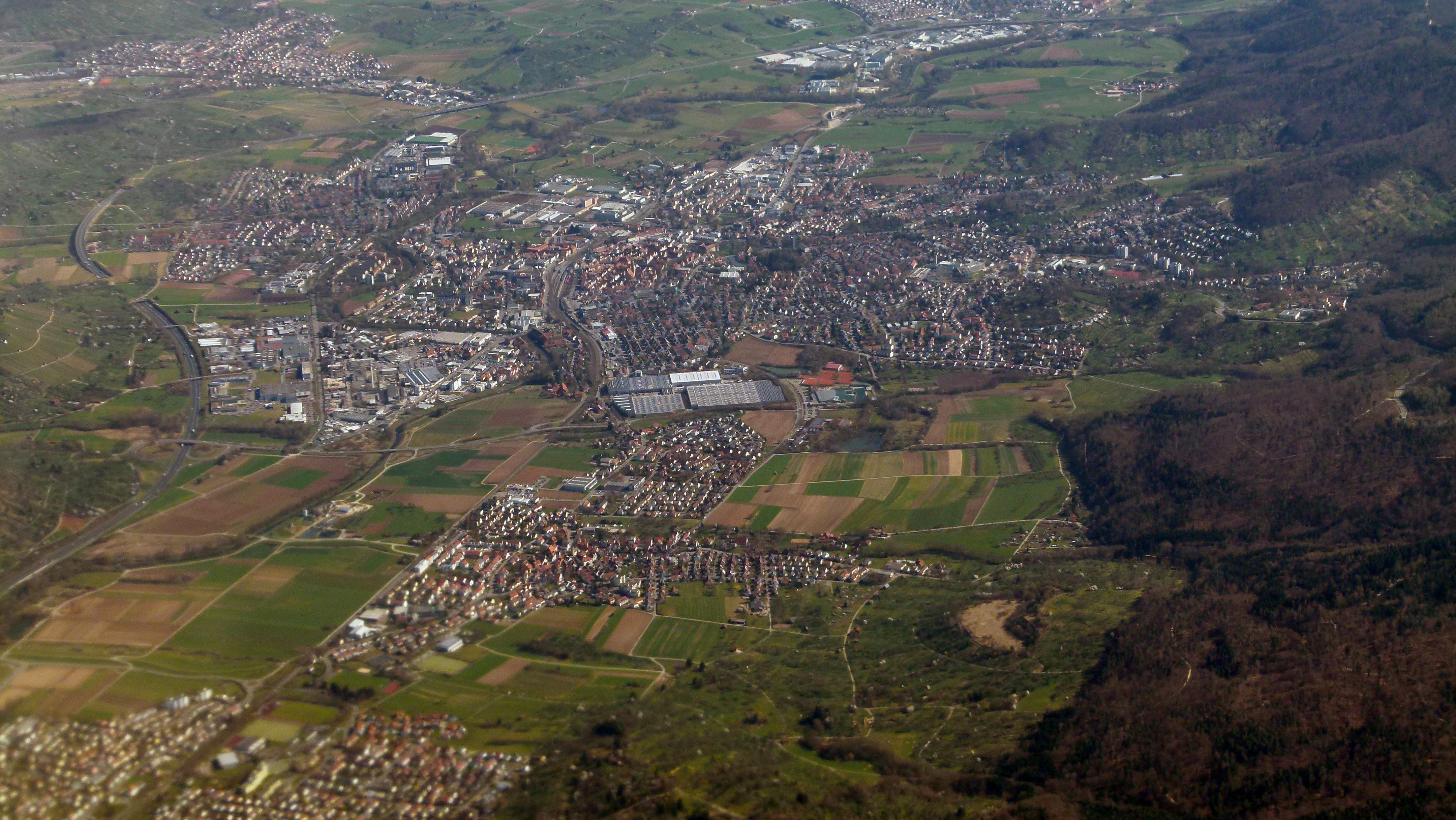
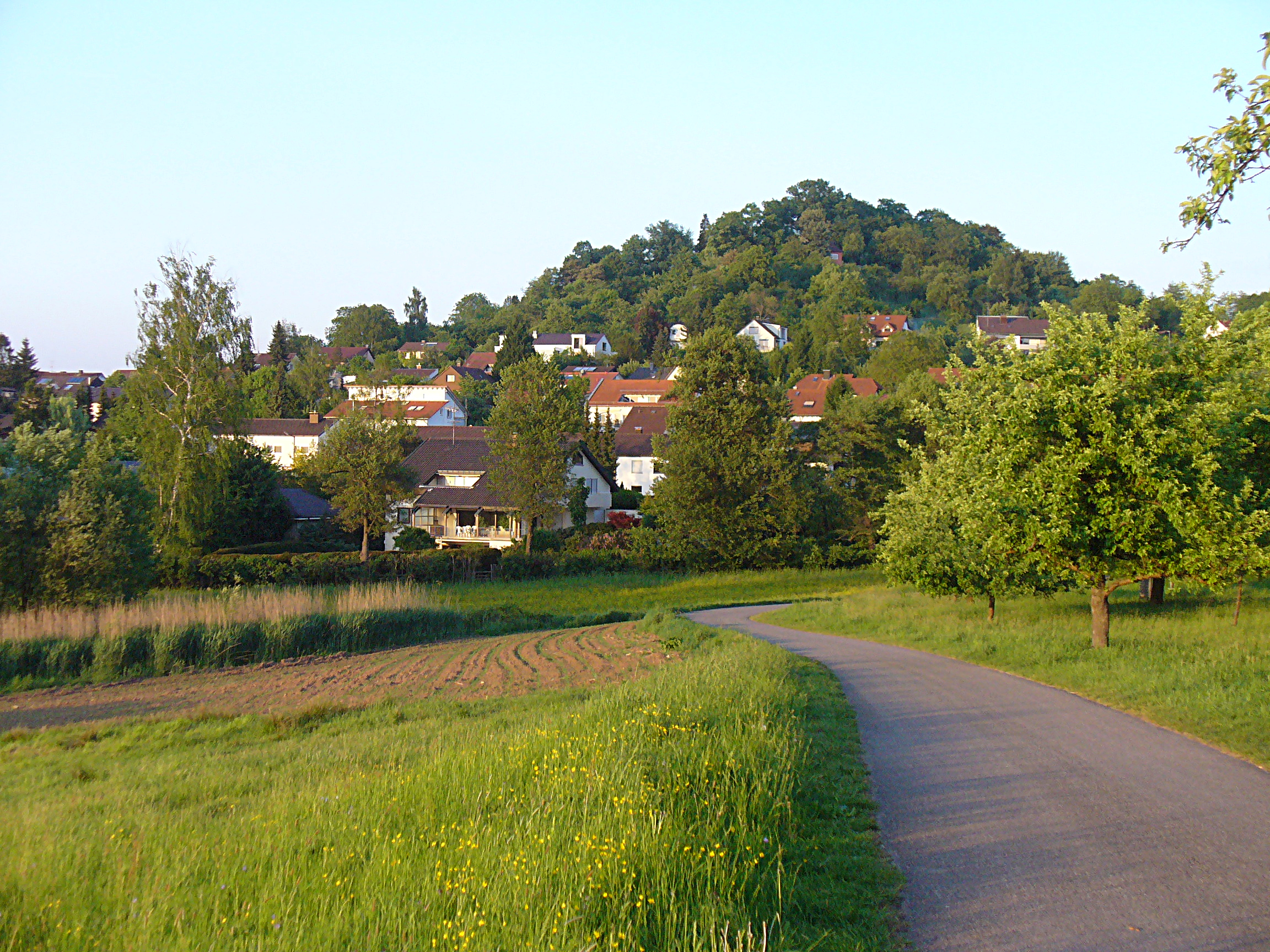
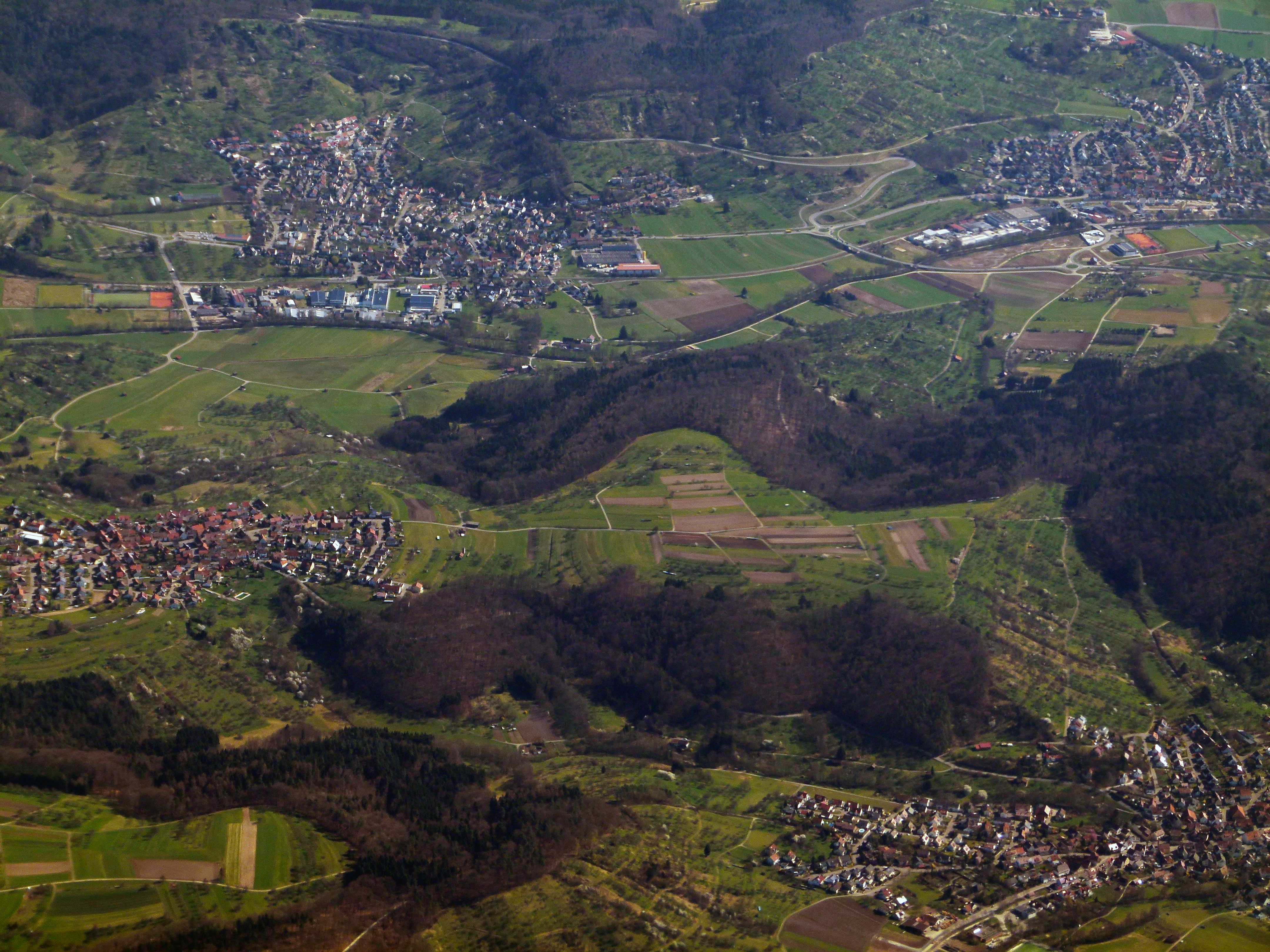
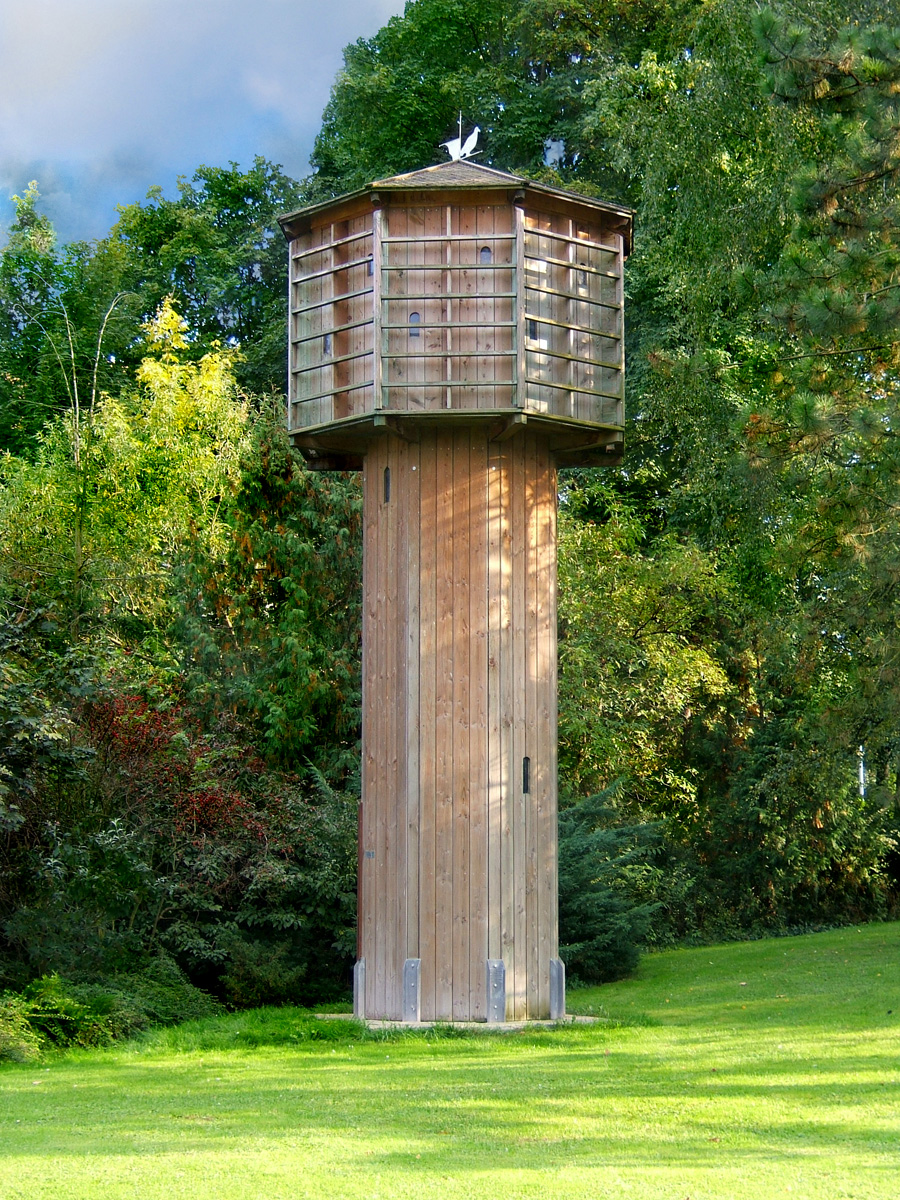
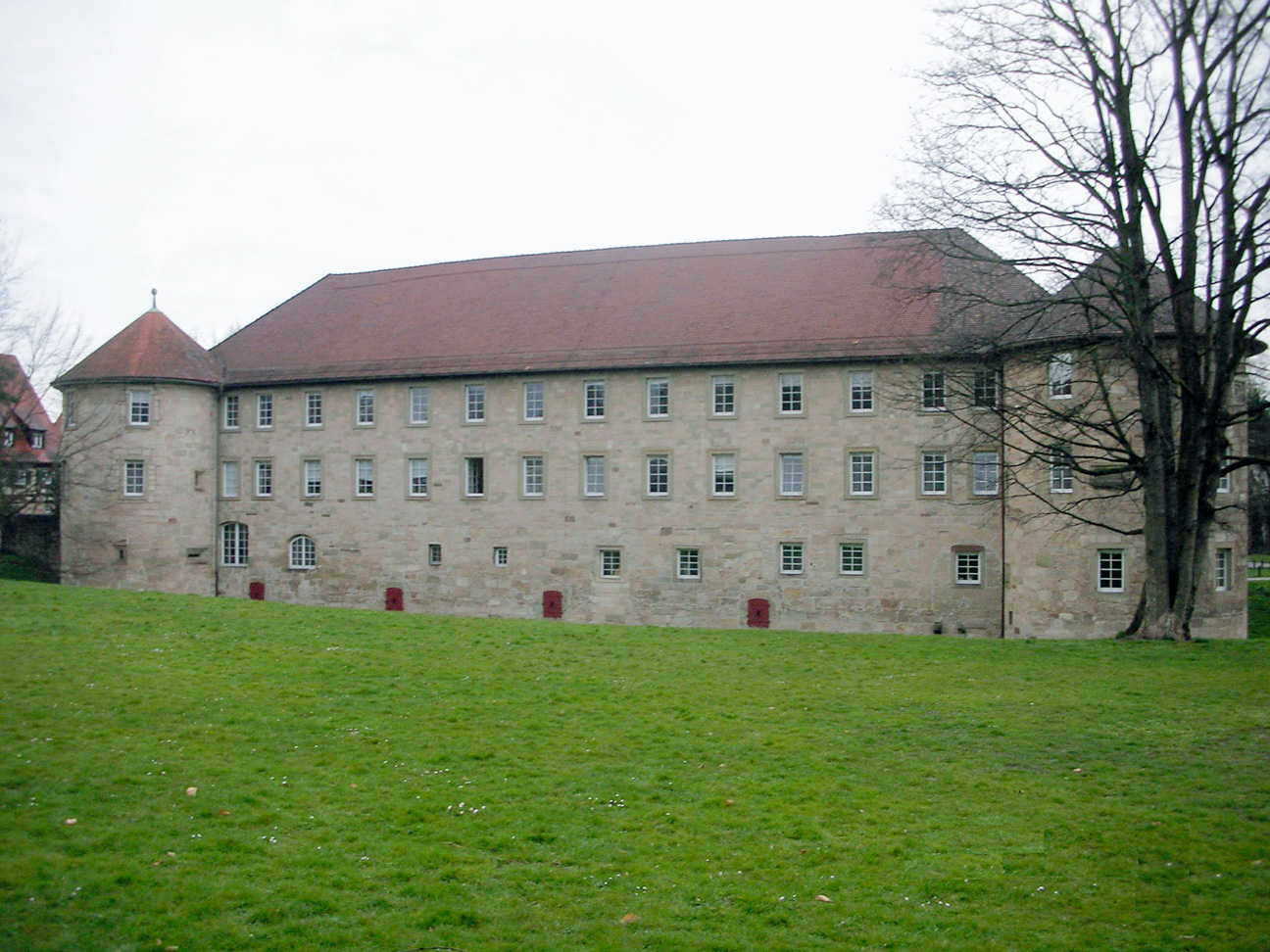
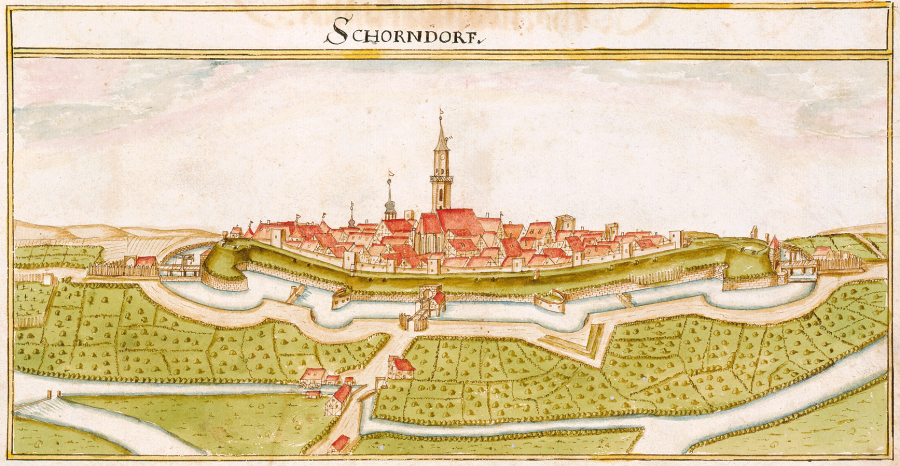